# Louis Pasteur
Louis Pasteur (27. prosince 1822, Dole, Francie – 28. září 1895, Marnes-la-Coquette) byl francouzský biolog a chemik, jeden z nejvýznačnějších vědců 19. století. Stal se zakladatelem nových vědeckých oborů stereochemie, mikrobiologie a imunologie, objevil vakcíny proti sněti slezinné a vzteklině. Byl členem Francouzské akademie a řady dalších učených společností.

## Život
Pasteur se narodil 27. prosince 1822 v Dole ve východní Francii do rodiny chudého koželuha, který si představoval, že Louis bude pokračovat v jeho řemeslu, ale synovy známky, jeho píle a silná vůle otce přesvědčily, aby změnil názor. Byl také nadaným kreslířem, vytvořil mnoho portrétů členů své rodiny i obyvatel města Arbois, kam se jeho rodiče přestěhovali. Navštěvoval základní školu v Arbois a střední školu v nedalekém Besançonu, získal titul bakaláře umění (1840) a titul bakaláře věd (1842).
Vystudoval chemii na École normale supérieure v Paříži, v roce 1847 získal titul doktora přírodních věd. V roce 1848 byl jmenován na katedru chemie na Štrasburské univerzitě, kde se setkal s Marií Laurentovou, dcerou rektora univerzity. Do svazku manželského vstoupili 29. května 1849 a měli celkem pět dětí, jen dvě z nich se ale dožily dospělosti, další tři zemřely na tyfus. To vedlo Pasteura ke zkoumání léčby tyfu.
V letech 1854–1857 působil jako profesor chemie a děkan přírodovědecké fakulty Univerzity v Lille, kde se začal věnovat problémům fermentace.  Do Paříže se vrátil poté, co byl jmenován  vedoucím vědeckých studií na École Normale Supérieure. 

## Úspěchy
Titul profesora si Pasteur vysloužil objevem chirality molekul kyseliny vinné, čímž založil nový vědecký obor – stereochemii. Při zkoumání tohoto fenoménu se stal spolupracovníkem a přítelem Biota, s nímž svůj objev a teorie s ním spojené konzultoval.
Jako Francouz pracoval při experimentech nejvíce s vínem, ale také s pivem.
Další významné výzkumy provedl v oblasti mléčného, octového a alkoholového kvašení. Prokázal, že kvašení je životní projev mikroorganismů, že různé mikroorganismy způsobují různé typy kvašení, a vypracoval metodu tepelné sterilace, která brání nežádoucímu kvašení potravin – tzv. pasterizace.

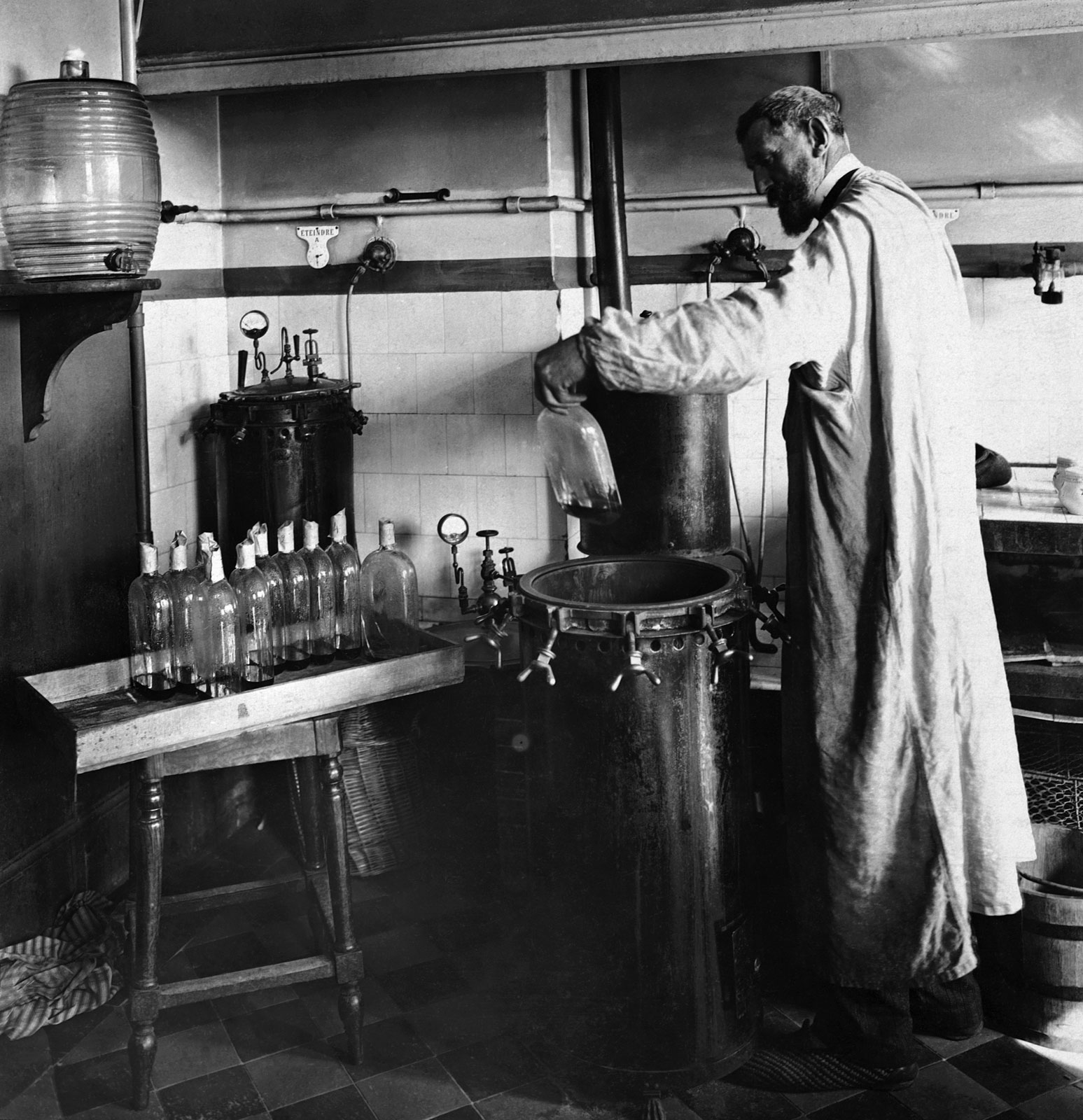
Louis Pasteur ve své laboratoři

Pokračoval ve výzkumu a vyhlásil teorii, že nemoci, hniloba a zánět jsou způsobeny rovněž živými mikroorganismy (anglický lékař Joseph Lister založil na jeho práci teorii aseptické operace). Vyvrátil též teorii abiogeneze. V roce 1862 byl Pasteur zvolen do Académie des Sciences a následující rok byl jmenován profesorem geologie, fyziky a chemie na École des Beaux-Arts. 
Roku 1864 byl Pasteur pověřen výzkumem tzv. bourcového moru, který kosil hedvábnický průmysl ve Francii. Vypracoval metodu, která umožnila uchování zdravých vajíček bource morušového a zabránila jejich kontaminaci organismy způsobujícími onemocnění. Navzdory těžké mozkové mrtvici, kterou v průběhu bádání utrpěl, pokračoval ve výzkumu a prokázal, že příčinou moru jsou dva typy mikroorganismů, a stanovil a ve Francii prosadil zásady, jak zamezit šíření nemoci, které později převzaly i ostatní státy.
V roce 1867 Pasteur opustil École Normale Supérieure a byl jmenován profesorem chemie na Sorbonně.
Zbytek svého života Pasteur věnoval výzkumu nebezpečných infekčních chorob a jejich prevenci. Zaměřil se na mikrobiální původ onemocnění. Byl prvním vědcem, který dokázal vytvořit vakcínu proti nějaké chorobě z původce choroby samého, a ustavil zásady, jak v této oblasti postupovat. Vyvinul a prováděl očkování proti anthraxu, slepičí choleře a prasečímu moru. Stanovil a prosadil nové a přísnější normy pro zacházení s dobytkem, který na anthrax uhynul.

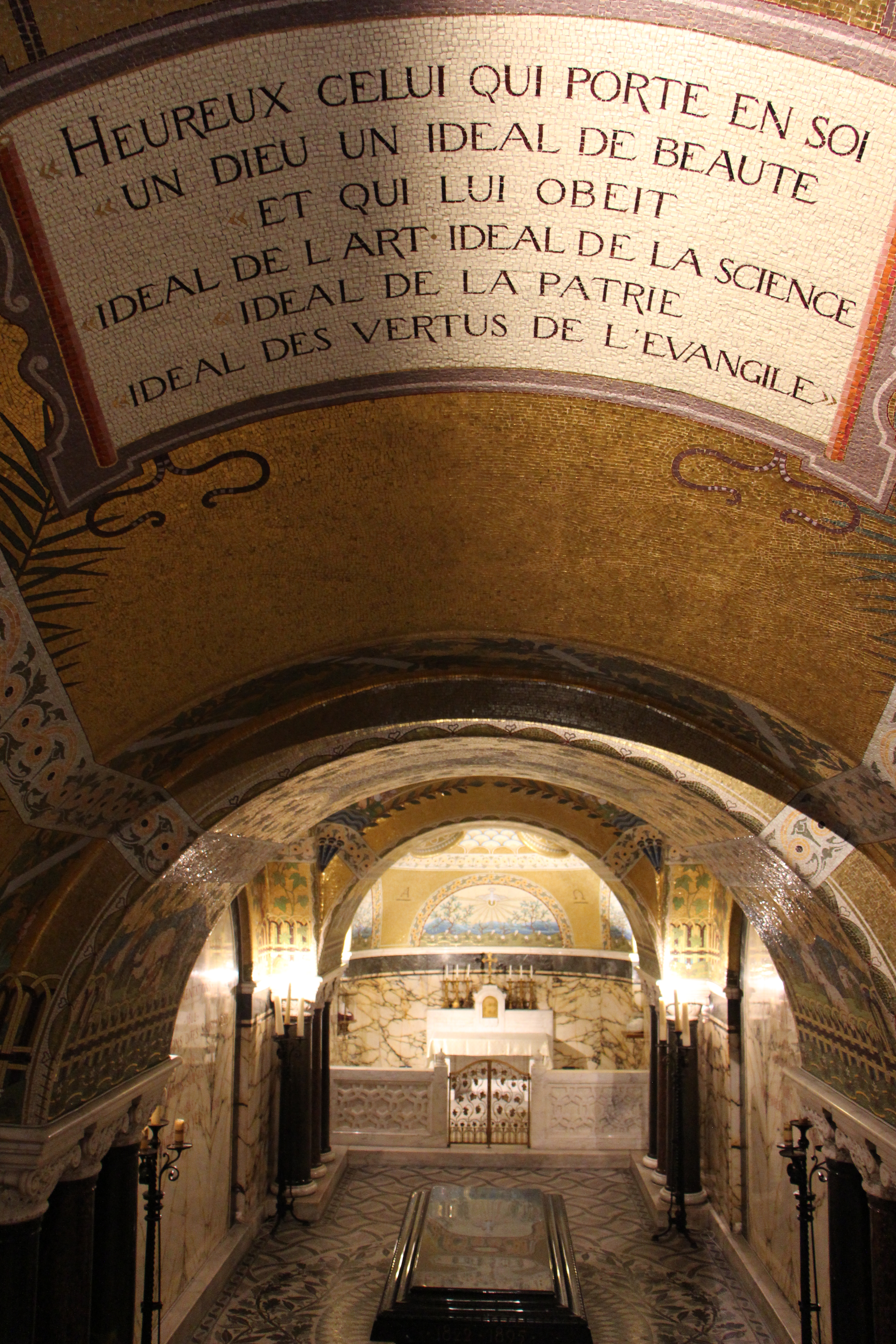
Krypta v Pasteurově ústavu s náhrobkem Louise Pasteura a jeho manželky

Vrchol Pasteurovy kariéry nastal v roce 1885, kdy poprvé provedl očkování člověka proti vzteklině  (po předchozích pokusech na psech a pravděpodobně i na své vlastní osobě). Jím ustavený postup výroby vakcíny vysoušením králičí míchy se všeobecně používal až do konce 50. let 20. století. V roce 1887 založil Pasteurův ústav v Paříži, který dodnes představuje jeden z vrcholů mikrobiologického výzkumu.
U příležitosti Pasteurových sedmdesátých narozenin byla na Sorbonně uspořádána velká oslava za účasti několika významných vědců, včetně doktora Listera. Jeho zdravotní stav se zhoršoval, stupňovala se částečná paralýza, kterou trpěl od mozkové příhody v roce 1868.  Louis Pasteur zemřel 28. září 1895 ve Villeneuve-l'Étang, kde často pracoval ve své laboratoři. Byl pohřben v katedrále Notre-Dame, ale jeho ostatky byly v roce 1896 přeneseny do krypty v Pasteurově institutu.

## Názory
Po celý svůj život byl katolíkem a v řadě debat se otevřeně stavěl proti ateismu šířícímu se po francouzských vysokých školách a prohlašujícímu víru v Boha za nevědeckou. Hojně citován byl jeho údajný výrok stavící se proti rozporu mezi vědou a vírou: „Poněvadž jsem hodně studoval, věřím jako bretoňský sedlák. Kdybych byl studoval ještě více, věřil bych jako bretoňská selka.“

## Ocenění

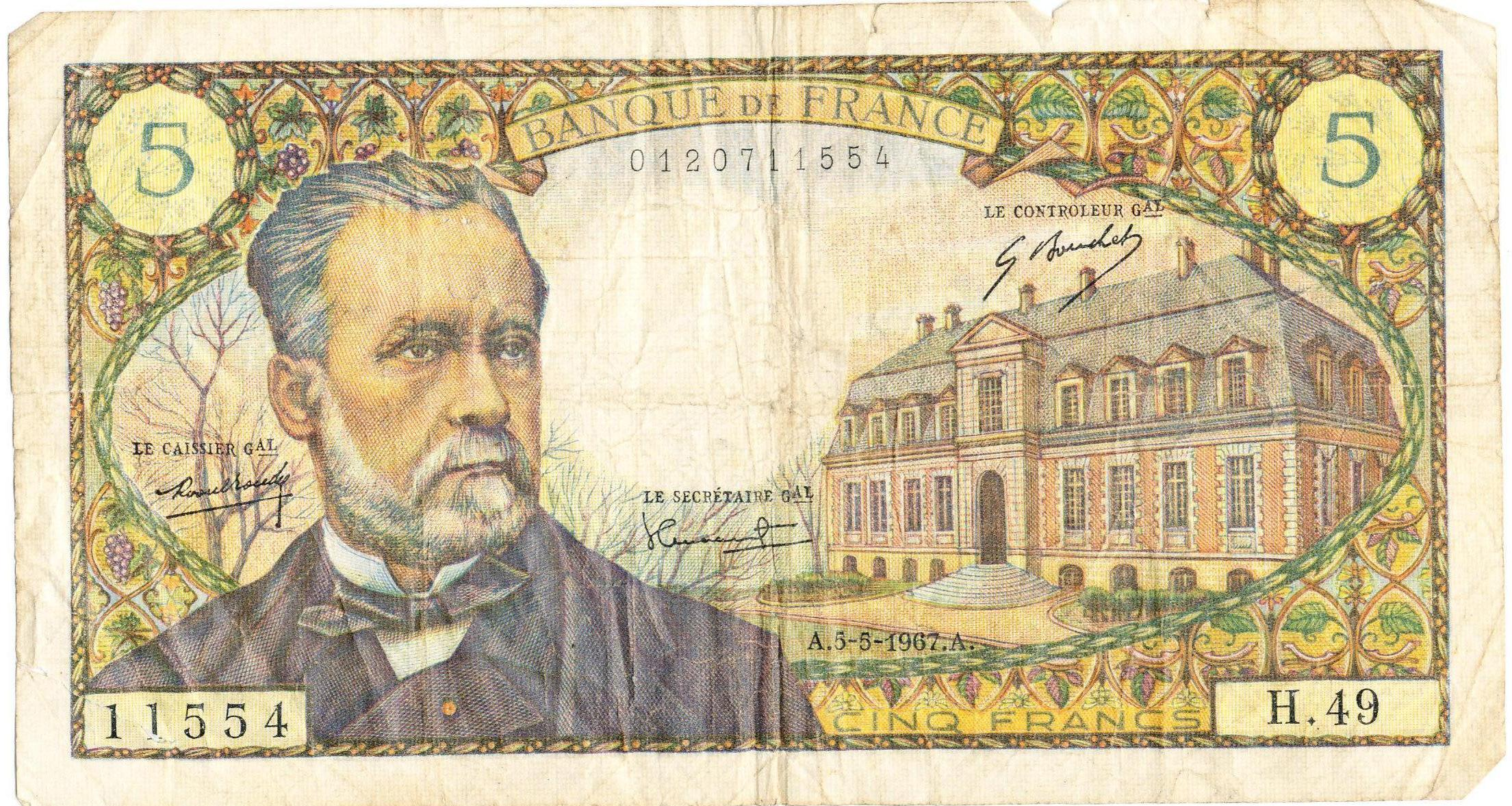
Pasteurova podobizna na bankovce hodnoty 5 franků

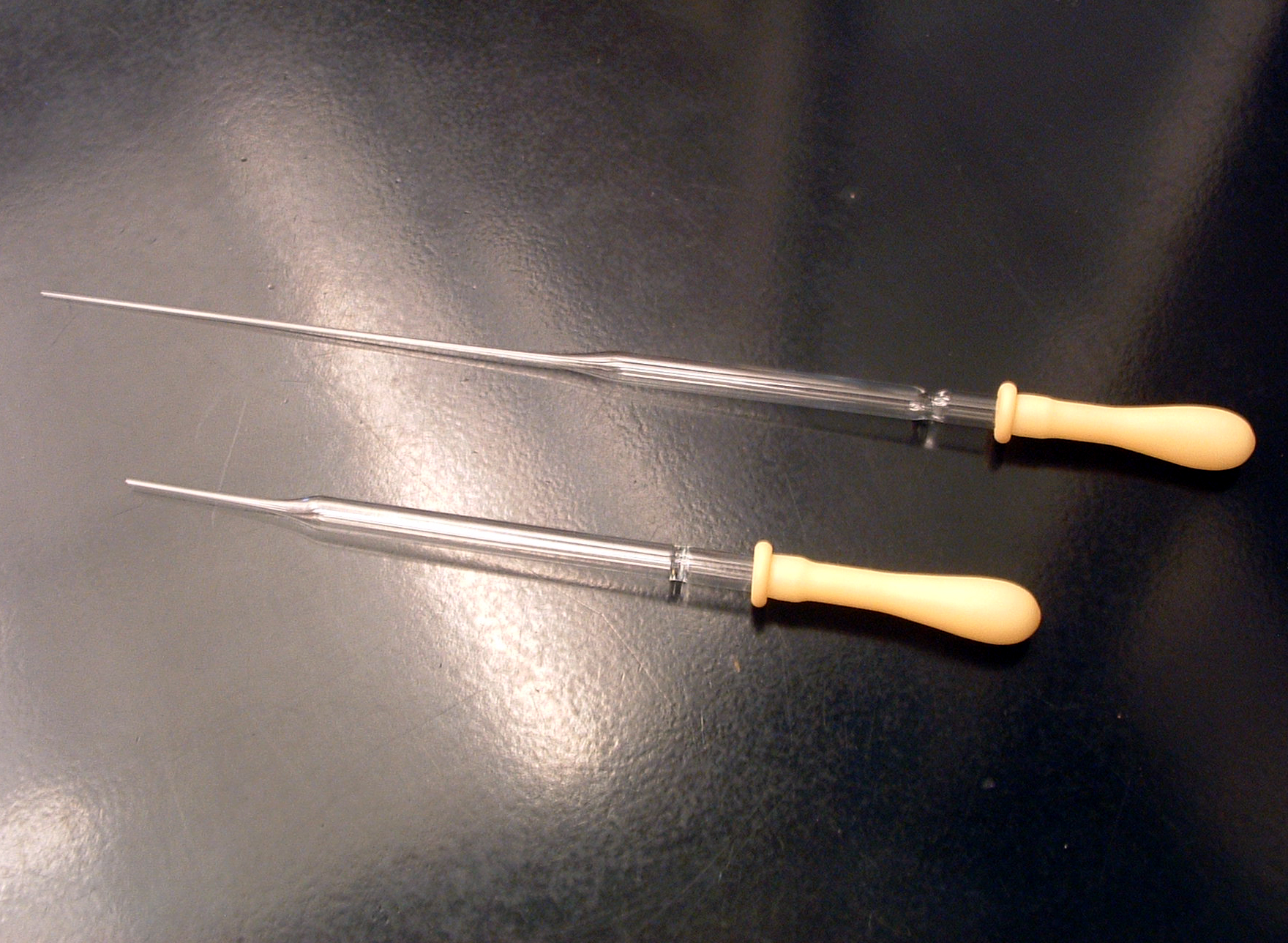
Pasteurovy pipety

V roce 1853 byl jmenován rytířem Čestné legie. V roce 1868 se stal komandérem Čestné legie. Ve stejném roce ho univerzita v Bonnu jmenovala čestným doktorem medicíny. V březnu 1873 byl zvolen přidruženým členem francouzské Lékařské akademie. V roce 1874 mu jeho výzkum fermentace vynesl Copleyho medaili, udělenou Královskou společností v Londýně. V roce 1878 se stal velkodůstojníkem Řádu čestné legie. 
V roce 1883 byl Louis Pasteur zvolen členem American Academy of Arts and Sciences a National Academy of Sciences. Poté, co roce 1887 založil Pasteurův ústav, v jeho budově od roku 1888 bydlel. V části této první budovy bylo v roce 1936 zřízeno Musée Pasteur. Další muzea vznikla a dosud existují v jeho bývalých bydlištích v Arbois a Dole. Na jeho počest vzniklo mnoho pomníků.
Pasteur byl populární jak v Německu, tak také v Rusku. Car Alexandr III. patřil s příspěvkem 100 000 franků k nejvýznamnějším podporovatelům Pasteurova institutu. Do Paříže také přijelo mnoho ruských vědců, mezi nimi pozdější nositel Nobelovy ceny Ilja Mečnikov, pod jehož vedením se v Pasteurově institutu zformovala ruská „kolonie“.
Pasteurovo jméno nese čeleď bakterií Pasteurellaceae a rod Pasteurella. Choroby domácích i divokých zvířat způsobené bakterií Pasteurella multocida jsou souhrnně označovány jako pasterelózy. Jeho jménem byl pojmenován i asteroid (4804) Pasteur.
V Arbois je také Collège Louis Pasteur, jeho jméno nese obec v Alžírsku, či okres v Kanadě. Ve Francii je jeho jménem pojmenováno více než 2000 ulic, mezi nimi i Boulevard Pasteur v Paříži. V Košicích vznikla Univerzitní nemocnice Louise Pasteura v Košicích a Pasteurovo náměstí. Metro v Paříži má taktéž stanici Pasteur. V Antarktidě se nachází Pasteurův poloostrov a Pasteurův ostrov.